# Robert Hewitt

Zawodnik Michigan Wolverines

Robert Donald Hewitt (ur. 27 lipca 1906 w Traverse City, zm. 18 stycznia 1978 w Houghton Lake) – amerykański zapaśnik walczący w stylu wolnym. Olimpijczyk z Amsterdamu 1928, gdzie zajął piąte miejsce w wadze koguciej.
Zawodnik Hazel Park High School z Hazel Park i University of Michigan. Dwa razy All-American (1928, 1928) w NCAA Division I, drugi w 1928 i 1929 roku.
Mistrz Amateur Athletic Union w 1928 roku.

## Letnie Igrzyska Olimpijskie 1928
| Konkurencja      | Rundy eliminacyjne   | Rundy eliminacyjne    | Rundy eliminacyjne     | Rundy eliminacyjne   | Klas. końcowa |
| Konkurencja      | Ćwierćfinał          | Półfinał              | Finał                  | Repasaże o 2 miejsce | Miejsce       |
| ---------------- | -------------------- | --------------------- | ---------------------- | -------------------- | ------------- |
| 56 kg styl wolny | Marcel Rozan (FRA) Z | Amedée Piguet (SUI) Z | Kaarlo Mäkinen (FIN) P | Bert Sansum (GBR) P  | 5.            |